# Гринчишин Дмитро Григорович
Гринчишин Дмитро Григорович (нар. 16 жовтня 1927, с. Потік, тепер Рогатинського району Івано-Франківської області — 27 березня 2010) — український мовознавець, кандидат філологічних наук, дійсний член Наукового товариства імені Шевченка.

## Біографія
Закінчив 1953 філологічний факультет Львівського університету.
У 1956–1958 — викладач української мови Рівненського педагогічного інституту.
У 1961 році захистив кандидатську дисертацію «Субстантивація прикметників української мови».
З 1958 — науковий співробітник, з 1971–1987 завідувач відділу мовознавства Інституту суспільних наук АН УРСР (тепер — відділ української мови Інституту українознавства імені І. Крип'якевича НАН України).

## Наукова діяльність
Досліджував історію української мови, українську лексикологію і лексикографію, питання сучасної української мови.
Автор монографії «Явище субстантивації в українській мові» (1965).
Співавтор «Словника староукраїнської мови» (т. 1—2, 1977—1978; премія ім. І. Я. Франка, 1981), «Короткого тлумачного словника української мови» (1977; 2-е вид. — 1988), «Словника паронімів української мови» (1986), «Словника труднощів української мови» (1989), «Словника-довідника з культури української мови» (1996).
Співавтор і відповідальний редактор «Словника української мови XVI — першої половини XVII ст.» (в 1—5 томах, 1994—1998).

## Праці
- Словник староукраїнської мови XIV—XV ст.: У 2 т. / Укл.: Д. Г. Гринчишин, У. Я. Єдлінська, В. Л. Карпова, І. М. Керницький, Л. М. Полюга, Р. Й. Керста, М. Л. Худаш. — К.: Наукова думка, 1977—1978. — Т. 1 — 2.

## Нагороди
- 1981: Премія імені І. Я. Франка (за «Словник староукраїнської мови XIV—XV ст.»)